# Polydesma smithii
Polydesma smithii là một loài bướm đêm trong họ Erebidae.